# Hwasong-5
Hwasong-5 (kor. 화성 5호; hanja: 火星 5號) je sjevernokorejski taktički balistički projektil razvijen na temelju sovjetske rakete R-17 Elbrus. Elbrus je dio obitelji projektila koji nose NATO oznaku Scud.
Sjeverna Koreja je prve R-17 Elbrus projektile nabavila od Egipta 1979. ili 1980. godine. Riječ je o egipatskoj protuusluzi zbog sjevernokorejskog sudjelovanja u Yom Kippurskom ratu. Budući da su u to vrijeme odnosi DNR Koreje i Sovjetskog Saveza bili zategnuti a kineska vojna pomoć nepouzdana, zemlja se odlučila na reverzni inženjering egipatskih projektila. Cijeli projekt je uključivao izgradnju infrastrukture koja se temeljila na 125 tvornica u Pyongyangu, istraživačko-razvojni institut u Sanum-dongu te lansirno postrojenje Musudan-ri.
Prvi prototipovi su dovršeni 1984. godine te im je dano ime Hwasong-5 dok su na Zapadu poznati kao Scud Mod. A. Tehnički je riječ o identičnim R-17E raketama koje su dostavljene iz Egipta. Prvi testni letovi su obavljeni u travnju 1984. ali je prva inačica imala ograničenu proizvodnju te nije uvedena u operativnu uporabu. Njena svrha bila je da potvrdi proces proizvodnje.
Konačna inačica Hwasong-5 (Scud Mod. B ili Scud-B) se počela proizvoditi 1985. ali sporim tempom. Taj model je imao nekoliko manjih poboljšanja u odnosu na izvorni sovjetski dizajn. Tako je izmijenjen izvorni Isajev motor čime je domet rakete povećan s 280 na 320 km. Također, mala poboljšanja su posebice vidljiva i u navigacijskom sustavu ali su precizni detalji nepoznati.
Projektil može prenositi bojevu glavu od jedne tone s jakim eksplozivom (HE) te kemijskim a vjerojatno i biološkim sadržajem.
Proizvodini ciklus je trajao do 1989. godine kada je raketu zamijenio napredniji Hwasong-6.

## Korisnici
- Sjeverna Koreja: primarni korisnik.
- Egipat: Egiptu je dostavljena tehnologija i pomoć u proizvodnji Hwasong-5 i Hwasong-6 projektila.[1]
- Etiopija: prema nepotvrđenim informacijama, Etiopija također koristi rakete Hwasong-5.[1]
- Iran:[1] zemlji je 1985. godine dostavljeno između 90 i 100 Hwasong-5 raketa iz Sjeverne Koreje ukupne vrijednosti 500 milijuna USD. Kao dio dogovora, Sjeverna Koreja je pristala na transfer raketne tehnologije što je omogućilo Iranu da razvije vlastitu proizvodnju projektila. Hwasong-5 se u Iranu proizvodio pod nazivom Šahab-1. Također, zemlja je proizvodila i druge sjevernokroejske rakete kao što su Hwasong-6 (Šahab-2) i Rodong-1 (Šahab-3).[2]
- Jemen[1]
- Republika Kongo: prema nepotvrđenim informacijama, Republici Kongu su dostavljene rakete Hwasong-5.[1]
- Sudan[1]
- Ujedinjeni Arapski Emirati: 1989. godine je naručeno 25 projektila Hwasong-5. Međutim, emiratska vojska nije bila zadovoljna njihovom kvalitetom tako da su rakete povučene i uskladištene.[1][3]
- Vijetnam:[1] 1989. godine je dostavljeno 25 projektila Hwasong-5.

## Vidjeti također
- Hwasong-6
- Šahab-1

## Vanjske poveznice
- Tehničke karakteristike projektila
- A History of Ballistic Missile Development in the DPRK - FIRST BALLISTIC MISSILES, 1979-1989
- ‘SCUD B’ VARIANT (HWASONG 5)  Arhivirana inačica izvorne stranice od 10. svibnja 2013. (Wayback Machine)
- Hwasong 5 / Scud-B